# 京急電機
京急電機株式会社（けいきゅうでんき、英: KEIKYU ELECTRIC ENGINEERING Co.,Ltd）は、神奈川県川崎市川崎区に本社を置く電気工事会社。京急グループに属する。

## 概要
1946年に総合設備工事会社としてスタートした。事業としては鉄道部門、電設部門、空調衛生部門、発変電部門の４つとなっている。実績としては、京浜急行電鉄関連、マンション・ビルの空調、東京電力変電所の整備などがある。
2020年に京急電気工事を吸収合併した。

## 業務内容
- 設計・積算業務
- 電設工事
- 空調・給排水工事
- 京浜急行電鉄の電力・通信設備の新設及び改良
- 発電・変電設備メンテナンス
- 鉄道各社の電力・通信設備の新設及び改良